# Chelonus argutus
Chelonus argutus är en stekelart som beskrevs av Mccomb 1968. Chelonus argutus ingår i släktet Chelonus och familjen bracksteklar. Inga underarter finns listade i Catalogue of Life.